# Бензилцианид
Бензилцианид — органическое соединение с химической формулой C8H7N, бесцветная маслянистая жидкость с ароматическим запахом. Впервые был получен Станислао Канниццаро в 1855 году при взаимодействии цианида калия с бензилхлоридом.
Синонимы: нитрил фенилуксусной кислоты, фенилацетонитрил, α-циантолуол.

## Физические и химические свойства
Бесцветная жидкость с ароматическим запахом. Молярная масса составляет 117,15 г/моль, температура плавления −23,8 °C, кипения 233,9±0,2 °C (760 мм рт. ст), 107 °C (12 мм рт. ст).
Смешивается с эфиром и спиртом в любых пропорциях, хорошо растворим в органических растворителях, нерастворим в воде.

## Получение
Бензилцианид можно получить реакцией бензилхлорида с цианидом натрия:
{\displaystyle {\ce {C6H5CH2Cl + NaCN -> C6H5CH2CN + NaCl}}}

## Использование
Бензилцианид используется в фармацевтической промышленности для синтеза ряда лекарств: бендазола (дибазола), фенакона, амфетамина, метилфенидата, сибутрамина, венлафаксина, левокабастина, хлорфенамина, пириметамина, изоаминила, окселадина, пентапептида, пентоксиверина, триамтерена (дирениума), алонимида, фенобарбитала, пентапиперида, дрофенина, дизопирамида, кетобемидона и петидина.
Также используется для получения бромбензилцианида и пестицида валексона (волатона, фоксима).

## Безопасность
Раздражает кожу и глаза. При горении выделяет токсичную синильную (цианистоводородную) кислоту.

## Правовой статус
В США входит в список I химикатов Управления по борьбе с наркотиками.
В ЕС не включён в список контролируемых веществ в соответствии с директивой № 273/2004 Европейского парламента и Европейского совета.
В России бензилцианид включён в таблицу III прекурсоров, оборот которых в Российской Федерации ограничен, и в отношении которых допускается исключение некоторых мер контроля. Указана концентрация 40 % или более.